# Porana
Porana,  biljni rod iz porodice slakovki smješten u tribus Cardiochlamydeae, dio potporodice Convolvuloideae.
Tipična vrsta je P. volubilis, lijana raširena u Aziji, od Indokine do Malezije. Druga vrsta, Porana nutans, je penjačica trajnica iz Meksika, po nekima pripada rodu Calycobolus.
Rod je opisan u Flora Indica. .. nec non Prodromus Florae Capensis 51, pl. 21, f. 1. 1768.

## Vrste
1. Porana nutans (Choisy) O'Donell
2. Porana volubilis Burm.f.